# Военно гробище (Тутракан)
Мемориалният комплекс „Военна гробница – 1916 г.“ в с. Шуменци е сред Стоте национални туристически обекта.
През Междусъюзническата война Румъния напада България и Южна Добруджа е включена в пределите на Кралство Румъния. България отвоюва своите територии по време на Първата световна война през 1916 г. в Тутраканската битка. В сражението умират 8000 войници, от които 1764 български. В мемориала са положени костите на български, румънски и други войници, изградена е и църква.

## История
През 1913 година Южна Добруджа преминава в пределите на кралска Румъния. В продължение на 2 години, по проект на френски и белгийски специалисти, се изгражда Тутраканската крепост – предмостие на р. Дунав, с 15 форта, 2 отбранителни линии, землени укрепления, вълчи ями, отбранявана от 39 хиляден гарнизон със 150 оръдия и десетки картечни гнезда.
На 5 и 6 септември 1916 година считаната за непревземаема крепост е овладяна само за 33 часа след мощна артилерийска подготовка и още по-мощна стремителна атака на Преславския, Варненския, Първи и Шести пехотни Софийски и Търновски полкове. В сраженията и във водите на Дунава загиват близо 8 хиляди души – румънци, българи, немци и турци. Непосредствено след битката е изграден Мемориален комплекс „Военна гробница – 1916 г.“, костница на близо 8 хиляди воини от различни националности, а през 1922 година се изгражда паметник – обелиск, запазен и до днес, на който на български, румънски, немски и турски език са изписани думите „Чест и слава на тия, които са знаели да мрат геройски за тяхното отечество.“
Мемориален комплекс „Военна гробница – 1916 г.“ е най-голямото военно гробище от войните за национално обединение на територията на страната. Историческият музей в Тутракан полага изключителни грижи за съхранението и популяризирането на тази национална светиня. Подета е инициатива за изграждане на „Алея на славата“, изписани са 1600 имена на героите, оставили костите си на добруджанска земя. Изключително благородната кампания продължава, като остава да се прибавят още 600 имена.
Всяка година в първата неделя на месец септември на Мемориалния комплекс се провеждат възпоменателни тържества, панихида, с които се почита паметта на воините, загинали в тази епична битка. През 2002 г. от Националния исторически музей в София са получени 2 броя оръдия тип гаубица „Круп“, които са експонирани върху бетонни постаменти и участват като композиционен елемент в парковата зона непосредствено пред същия мемориал.
Построена е трибуна за официални празници. Тя е важен елемент от цялостното благоустрояване и озеленяване на пространството – на нея застават официални гости за приемане на зари, тържествени чествания, възпоменателни паради, изнасят се музикално–литературни и други програми, свързани непосредствено с празненствата.